# 4852 Pamjones
4852 Pamjones је астероид главног астероидног појаса са средњом удаљеношћу од Сунца која износи 2,304 астрономских јединица (АЈ).
Апсолутна магнитуда астероида је 13,7.